# Borei kaibyo yashiki
Borei kaibyo yashiki (亡霊怪猫屋敷? lett. "La dimora del gatto fantasma") è un film del 1958 diretto da Nobuo Nakagawa.
Si tratta di un J-Horror del fortunato filone kaibyō eiga, vale a dire "film di gatti fantasma", con protagoniste entità sovrannaturali con sembianze feline. Il soggetto è tratto da un romanzo di Sotoo Tachibana adattato da Jiro Fujishima e Yoshihiro Ishikawa che due anni dopo esordì alla regia con Kaibyô Otama-ga-ike, altro film dello stesso genere. 
Il film, girato in un bianco e nero virato al blu per le scene al presente e a colori per il flashback al passato, è noto internazionalmente anche come Black Cat Mansion.

## Trama
Durante un'interruzione di corrente, il dottor Tetsuichiro Kuzumi ricorda quanto accadutogli sei anni prima. 
Trasferitosi con la moglie Yoriko da Tokyo a una casa isolata nell'isola di Kyushu, l'uomo mette su un ambulatorio che, principalmente si occupa di curare la tubercolosi della donna. All'arrivo nell'antica casa, Yoriko è colpita dalla vista di un gatto, da un gruppo di corvi e da un muro macchiato di sangue. Scorge quindi anche un'anziana donna inquietante che scompare prima che gli altri possano vederla.
La stessa figura arriva una sera nell'abitazione, spaventando l'assistente di Tetsuichiro mentre il cane Taro abbaia con insistenza. L'anziana donna sfugge alla vista del marito e, sorpresa sola Yoriko, la strangola senza ucciderla. Più tardi, la stessa donna, camuffando la voce, dice a Tetsuichiro che una famiglia ha un bambino malato, così che il dottore parte su un risciò, solo per scoprire una volta arrivato a destinazione che la famiglia non lo ha mandato a chiamare. In sua assenza, l'anziana uccide Taro e, introdottasi in casa, strangola nuovamente Yoriko. Tetsuichiro, con il fratello Kenichi, visita allora un vicino tempio buddista, dove un prete racconta loro la storia dell'antica casa.
Nel periodo Sengoku la casa era abitata dal Signore Shogen, famoso per il suo carattere irascibile. Un giorno, quando il samurai Kokingo riceve l'ordine di insegnargli a giocare a Go, Kokingo lo accusa di imbrogliare e Shogen lo uccide con una spada. Shogen e il suo assistente Saheiji occultano il corpo di Kokingo in un muro, dietro un quadro. Il fantasma di Kokingo appare alla madre cieca Miyaji informandola che è stato assassinato da Shogen. A cena, Miyaji cerca di pugnalare Shogen, ma lui si divincola e la violenta. In seguito, lei chiede al suo gatto Tama di vendicare lei e suo figlio quindi si suicida. Tama lecca il suo sangue e il fantasma di Miyaji maledice la discendenza di Shogen.
Il figlio di Shogen, Shinnojo, desidera sposare una serva di nome Yae, ma lei è di rango inferiore. Shinnojo chiede al padre la sua benedizione, ma lui non approva. Nonostante questo, Shogen chiede a Yae di massaggiargli la schiena e cerca di approfittarsi di lei. Shinnojo lo sorprende e Shogen è spaventato dalle apparizioni di Kokingo e Miyaji. La bakeneko uccide la madre di Shogen e ne prende le sembianze. Uccide quindi un servitore di nome Sato mentre Shogen e Shinnoji muoiono entrambi in un duello con la spada. 
Nel XX secolo, il prete rivela che Saheiji è un antenato di Yoriko e dà a Tetsuichiro un amuleto per allontanare gli spiriti maligni. Durante una tempesta quella notte, il vento spazza via gli amuleti. Quando Tetsuichiro va a chiudere le persiane, appare nuovamente l'anziana che strangola Yoriko. Il muro nella stanza di Yoriko crolla, rivelando lo scheletro mummificato di Kokingo. 
Tornati al presente viene spiegato che Yoriko e Tetsuichiro hanno seppellito correttamente lo scheletro. Yoriko trova poi un micetto e lo adotta con gioia.